# イギリスの死体盗掘人

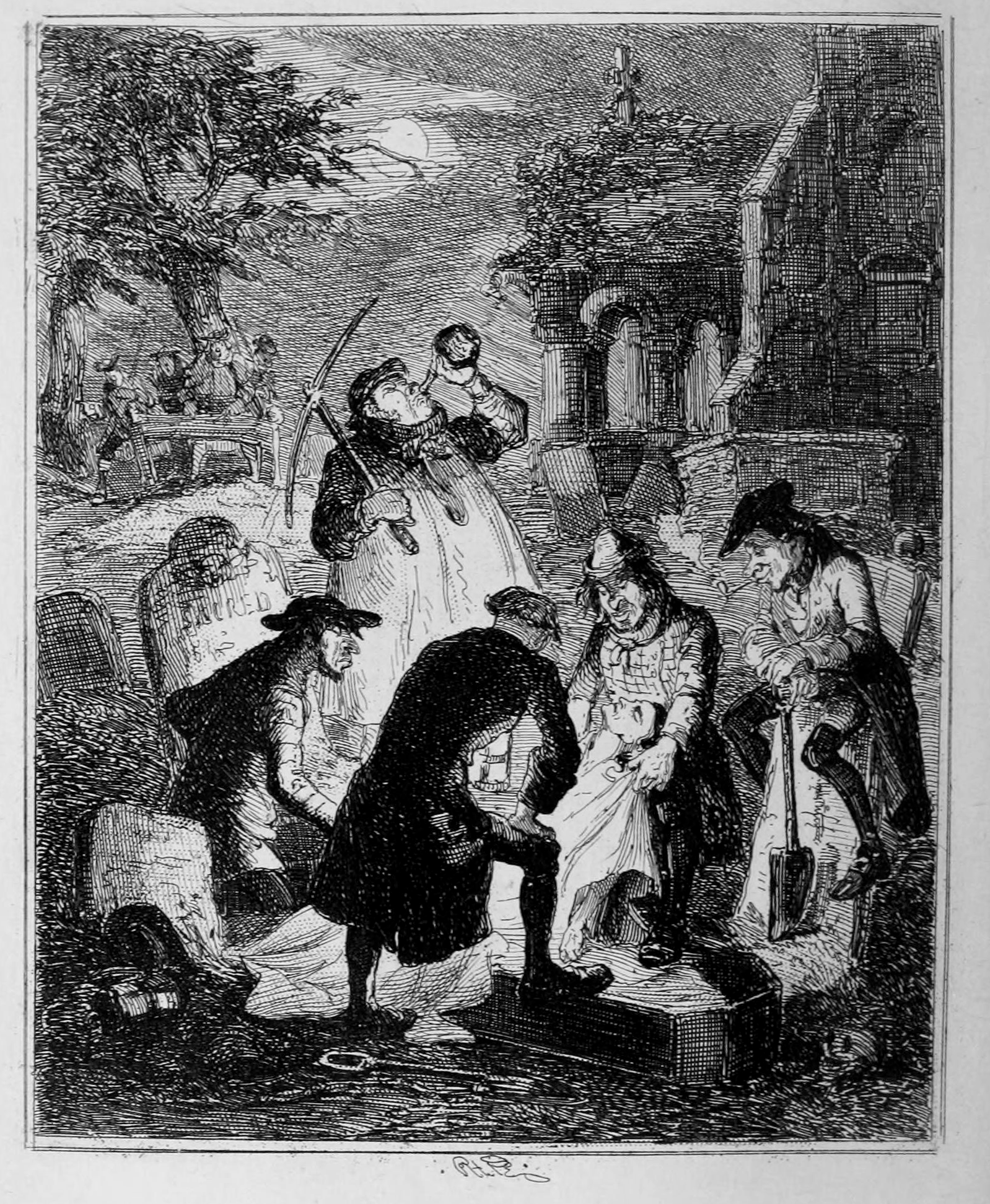
ハブロット・ナイト・ブラウンが描いた絵 "Resurrectionists"（1847年）。この絵で描かれたジョン・ホームズとピーター・ウィリアムズは、1777年にロンドン・セント・ジャイルズからホルボーンまで盗掘死体を運んだと伝わる

死体盗掘人（したいとうくつにん、英: Resurrectionists）は、18世紀から19世紀のイギリスにおいて、死んで日が浅い遺体を掘り出すため解剖学者に雇われた人物のことである。
1506年から1752年の間、解剖学用に使える遺体はそう多くなかったが、死刑による抑止力を高めるためイギリス議会が通過させた1752年殺人法が、解剖用の遺体供給を増やす一因となった。同法は処刑された遺体の処理法として、公共の場所にさらす (Gibbeting) か、あるいは（一般に恐怖をもって見られていた）公開解剖の検体とすることを定めていた。これにより解剖学者が合法的に入手できる死体の数が大きく増えた。しかしながら、これは18世紀に開設された病院や教育施設の需要を満たすには不十分だった。死体や体の一部は商品として取引されるようになったが、盗掘が広く忌み嫌われる一方で、死体が法的には誰の財産ではないことも明らかだった。こうして死体盗掘人は言わば法的な抜け穴になったのである。
それでもやはり、盗掘人には仕事の最中に物理的な攻撃を受けるリスクがあった。彼らに仕事を辞めさせるためには墓場の警備強化も必要だった。夜警による墓場の巡回が行われたほか、富裕層は自分のために堅固な棺を用意するようになり、またモートセーフや厚い石板などの物理的対策もあって、死体盗掘はどんどんと難しくなった。非難に晒されるのは死体盗掘人だけではなかった。世間では、1752年法によって、解剖学者は法の執行者、そして死刑の「執行者」（推進論者）になったと認識されていた。死刑場は解剖学者が合法的に死体を入手できる場所だったが、同時に暴動が多発していたのも確かだった。
1828年のバークとヘア連続殺人事件は死体収集を危機に晒した。国会は1828年に解剖に関する特別調査委員会を設置することでこれに対応し、一方の委員会は解剖学の重要性を説き、貧民の遺体は解剖用に引き渡されるべきだとする報告書を発表した。バークとヘアの事件を模倣していた「ロンドン・バーカーズ」と呼ばれるギャング団の存在が1831年に発覚した後、国会は特別調査委員会の報告書を書いたヘンリー・ウォーバトンの議案を審議した。議案そのものは死体盗掘を不法とはしていなかったが、翌1832年に通過した1832年解剖法は、解剖学者が救貧院（ワークハウス）から遺体を引き取ることを認め、結果として死体盗掘人の存在意義を無くしたのである。

## 法的な背景

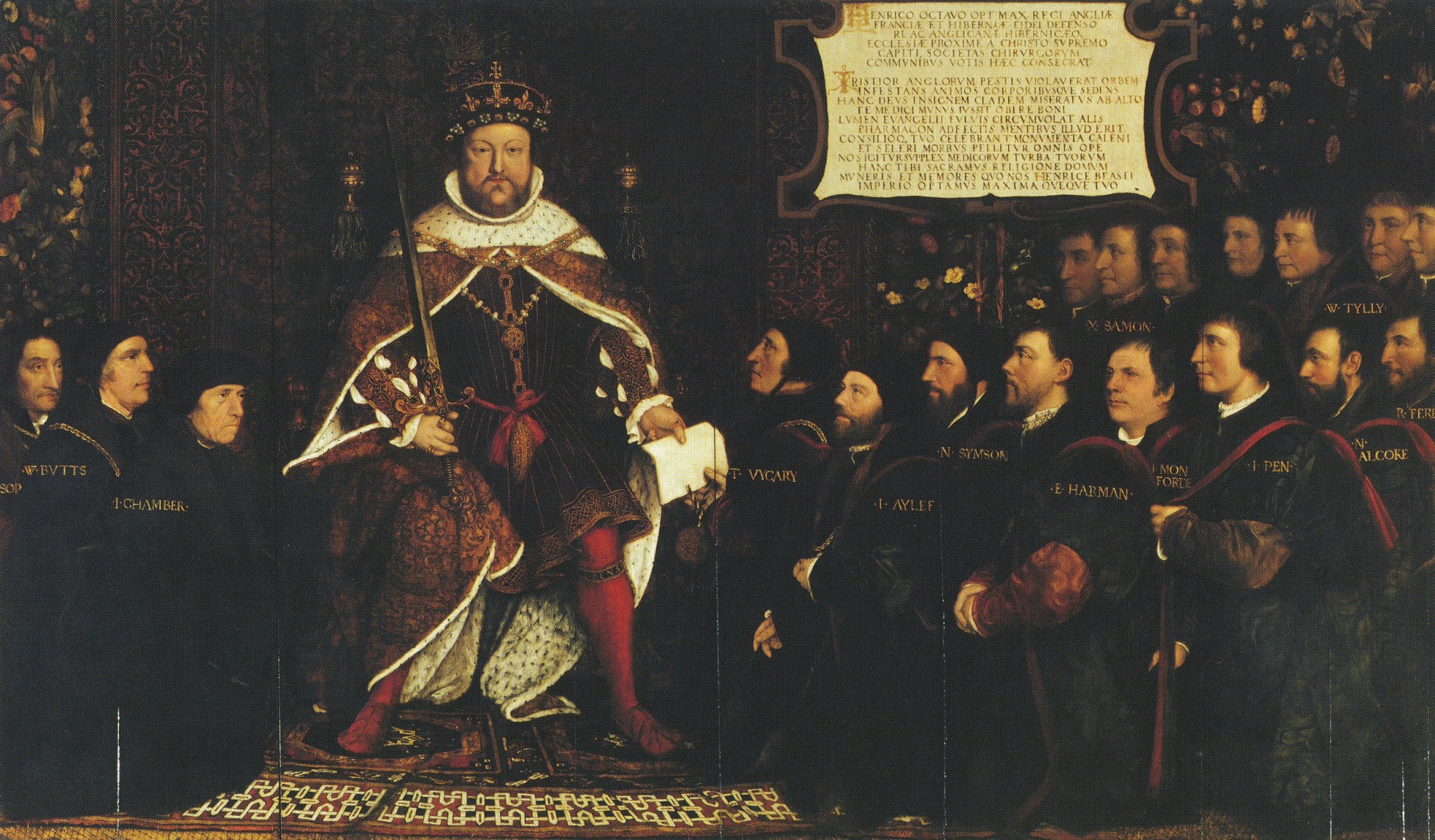
"Henry VIII and the Barber Surgeons"（意味：ヘンリー8世と床屋の外科医、1543年）、ハンス・ホルバイン作。解剖学用に遺体を用いることは、イングランドで1540年に合法になった

医師による人体解剖は少なくとも紀元3世紀から行われていたが、解剖は遺体への冒涜との宗教観が流布していたため、歴史を通じて解剖は秘密裏に行われるのが常だった。遺体を用いた最古の人体解剖記録は14世紀にボローニャで行われたものだが、キリスト教会はこの時まで人間の解剖を禁止していたほどだった。この解剖が行われるまで、解剖学的研究は、動物の解剖のみに限られていたのである。イギリスでは、1506年にスコットランド王ジェームズ4世がバーバー＝サージョンズ・オブ・エディンバラへ「処刑された罪人の遺体」を用いた解剖を認める勅許を与えるまで、人体解剖は法律で禁止されていた。イングランドでは、1540年にヘンリー8世からカンパニー・オブ・バーバー＝サージョンズ（現・イングランド王立外科医師会）に対し、年に4人の重罪人の遺体を用いる許可が出たのが最初である（後にチャールズ2世の施政下で年6体に増やされた）。1564年には、エリザベス1世から内科医協会に対して、年4体の解剖が認められた。
18世紀には、イギリス中に複数の大病院と教育施設が設立されたが、合法的に解剖できる遺体の数は非常に少なく、これらの団体は深刻な遺体不足に悩まされることになった。地元自治体の中には問題を解決しようと行動したものもあったが、成功例はわずかであった。1694年、エディンバラでは「通りで見つかった死体、暴力によって亡くなった死体……その中で遺体の引き取り手がいないであろう者」の解剖を認めた。自殺者の遺体や、出産時に死亡した嬰児、引き取り手の無い捨て子の遺体などが引き取られた。コモン・ローの元で支援を受けたといっても、解剖学者たちはしばしば遺体の取得に苦労を強いられた。死刑がどれだけ気軽に使われていたかに対する怒りが民衆を焚きつけ、さらに迷信が吹き込まれたことから、民衆が処刑された遺体を当局から隠そうとすることも時折起きた。処刑場で暴動が起こることもしばしばであり、1749年には、騒動を恐れたロンドンのシェリフ (en) が、外科医の要請を無視して身内に処刑後の遺体を返すという一件もあった。
解剖用の遺体が取得できないという問題は、死刑による抑止力を高める狙いもあって、1752年殺人法として結実する。法律では、「全ての殺人犯は、処刑後、解剖されるか、鎖に吊されるものとする」と命じている。解剖は、一般に「死よりも辛い運命」（英: "a fate worse than death"）と認識されており、解剖をジベット（さらし柱）に代えることができる権限を判事に与えたのは、この恐怖に訴えかける試みだった。解剖学者にとって法律は、以前より多くの遺体を扱うための成文法として働いたが、それでも数は不十分であった。供給を増やすために、外科医の中には刑務所に実費と有罪宣告者の葬儀代を支払う者もいたが、賄賂は絞首台の下で公然と支払われるようになり、ある時には非合法の遺体が解剖用に引き渡されることまであった。

## 商業化
医学目的の墓場盗掘の初記録は、1319年にまで遡ることができる。15世紀の博学者であるレオナルド・ダ・ヴィンチは秘密裏に30体程度を解剖していたとされるが、この遺体の出所ははっきりしていない。イギリスで解剖が一般的になったのは、17世紀はじめのことである。例えばウィリアム・シェイクスピア（1616年没）のエピタフ（墓碑銘）は、「良き友よ、イエスの名にかけて、ここに葬られし亡骸を掘り起こすな。この石を動かさざる者に幸あれ、そして我が骨を暴きしものに災いあれ」とされているし、1678年には、解剖学者たちが処刑されたジプシーの遺体消失に関わった疑いをかけられる事件が起きた。1721年にはエディンバラ・カレッジ・オブ・サージョンズによって、学生たちが死体盗掘に関与しないとする条項を含んだ契約書が発行されたが、歴史学者のルース・リチャードソンは、この条文自体が、学生の盗掘関与を示唆するものだと指摘している。学生たちは監視人としてプロの死体盗掘人に付いて行き、解剖用の遺体を得て代金を支払ったと記録されているが、教員の側もこれに加担していた可能性すらある。ロンドンの墓場では、1720年代までにこのような非合法の遺体移動が常態化したが、恐らく合法的な解剖用遺体の不足が直接的な原因であると考えられ、新鮮な遺体の供給は商業化の一途を辿った。
遺体やその一部は、ほかの商品と同様に取引された。まず適当な箱に詰められ、塩漬けされて保存処理された後、倉庫や埠頭で保存され、荷馬車やボートに載せて運ばれた。凄まじい競争が繰り広げられ、解剖学校は同業者よりも良い値を支払うことで遺体を取得しようとしたが、この「同業者」には、個人の外科医、芸術家、また人体解剖に興味を示す人などが含まれていた。ある死体盗掘人の証言によれば、「真面目な人間で、上手く判断して学校に卸すなら、[死体盗掘で]良い暮らしができる」ほどだった。

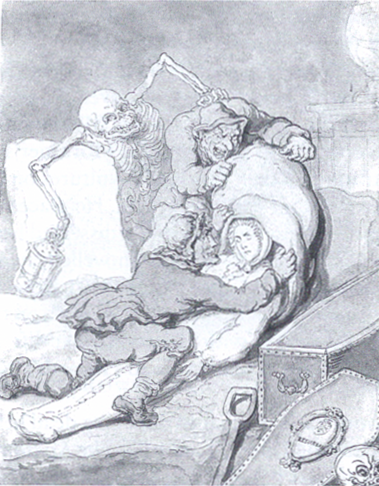
"Resurrection Men"（死体盗掘男たち）、トマス・ローランドソン作。骸骨に覗き込まれながら、ふたりの死体盗掘人が大袋へ掘り返した遺体を放り込んでいる

18世紀遅くのロンドンでは、解剖学者たちは墓荒らしの多くを、専門の死体泥棒、通称「死体盗掘人」（英: resurrectionists）に委任していたと考えられている。1795年にはランベスで15人の屈強な男たちが盗掘に関わっていることが暴かれたが、彼らは「名高い8人の外科医と、自称アーティキュレーター」の代理人だったという。この事件の報告書では、遺体1体当たり2ギニー1クラウン、最初の1フィートに6シリング、またこの長さを超えた場合（英: for all it measures more in length）は1インチごと9ペンスが支払われたとされている。遺体に支払われる金額は固定制ではなく、闇市での値段はかなりばらついていた。1828年に開かれた解剖に関する特別調査委員会によれば、外科医のアストリー・クーパーは、以前は2〜14ギニーで手に入れていた遺体が1828年には8ギニーになったと証言しているし、別の人物は1体当たり20ギニーまで支払ったと証言している。当時イーストエンドで働いていた絹織り工の賃金が週5シリング、裕福な家の従僕で週1ギニーだったことを考えると、遺体の取得には多額が必要で、死体盗掘人は高額を稼げる商売だったこともうかがえる。エディンバラのロイヤル・カレッジにいた外科医たちは、地元の死体不足が価格を押し上げている時に特に、死体盗掘人が不当利益に走っていると非難した。ある外科医は特別調査委員会の聴取に対し、死体泥棒たちは自分たちの利益のため市場価格を操作しているが、自分たちの利益のため遺体の価格を操作しようとする解剖学者の集まりである「解剖クラブ」からは、何の批判も出ていない、と証言した。
また価格は、どんな種類の遺体が売りに出ているかで大きく変動した。筋肉の解剖がしやすいことから女性より男性の遺体が好まれ、またいわゆる「奇形」の人々は余計重宝された。「アイルランドの巨人」（英: "Irish Giant"）と呼ばれたチャールズ・バーンの遺体は、500ポンドで外科医のジョン・ハンターに取得されたと噂されている。バーンの骨格標本は、現在もイングランド王立外科医師会の博物館で展示されている。子どもの遺体は、「ビッグ・スモールズ」（英: "big smalls"、「大きな子ども」の意味）、「スモールズ」（英: "smalls"）、そして胎児に分けて扱われた。長い髪が付いたままの頭皮や、状態の良い歯などは、遺体の一部であっても良い値段で取引されたが、これは解剖学者にとって価値が高いというより、生きている人々のために代替品として再利用できるという観点が大きかった。
18世紀のイギリスでどれほどの解剖が行われていたのか確かな数字は分からないが、死体泥棒がどれほどの規模で横行していたかは推測することができる。リチャードソンは、国中で毎年数千体の遺体が盗み出されていたと示唆している。1828年の特別調査委員会は、1826年に701人の学生によって592体が解剖されたことを報告している。ところが5年後の1831年では、死刑1,601件の内52件のみが解剖されたと報告されており、この数字はどう考えても需要に全く見合っていない。遺体は財産とは見なされず、誰かに所有されたり、「盗まれたり」するものではなかったため、死体泥棒はほとんど合法のような扱いをされ、立件の際も、遺体より墓石荒らしの方を理由とするほどだった。死体盗掘人が捕まることはなかなか無く、そういった時には、公開鞭打ち刑を受けたり、風俗を乱した罪で有罪とされたりしたが、多くの場合当局は「公然の秘密」として野放しにしていた。1827年にグレート・ヤーマスで起きた死体盗掘人逮捕は、数少ない例外のひとつとして有名である。当時盗人は流罪にされるのが常であったが、2人の死体盗掘人は船から降ろされ、3人目はロンドンでの審理へ送られた後、6ヶ月収監されただけで終わった。死体盗掘人たちには遺体解剖で助けられている面もあったが、これは解剖の過程で証拠が隠滅され、確実な刑事訴追を難しくするという側面があったためである。

## 死体盗掘

### やり方

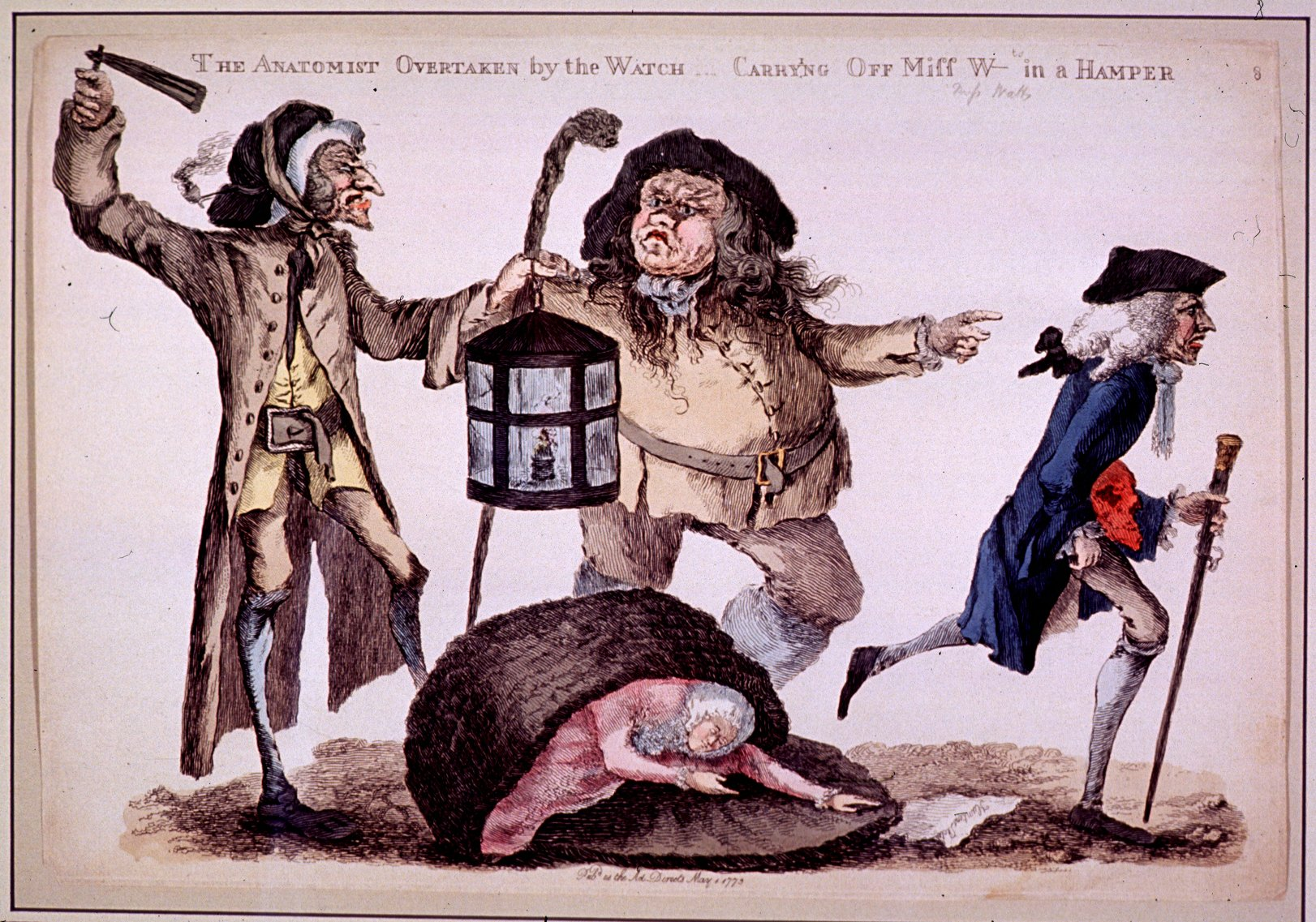
"The Anatomist Overtaken by the Watch"（夜警に気付かれた解剖学者・1773年）、ウィリアム・オースティン作。この絵はジョン・ハンターを風刺して、夜警に見つかり逃げ出す様を描いている

死体盗掘人は、多く情報提供者のネットワークを通じて遺体を見つけていた。情報提供者は、教会の寺男 (Sexton (office)) 、墓掘り人、葬儀屋、地元当局などであり、利益の一部を受け取ることで彼らの悪事に目をつぶっていた。多くの盗掘人たちは、少人数で「ダーク・ランタン」片手に夜中仕事に出て、時には防音のため木製の鋤を使いながら、棺の一端が露出するまで穴を掘り進める方法を取った。自分たちの行為を隠すため、墓の脇に敷いたキャンバス地の布の上に掘り出した土を集めておくこともあった。消音のために棺に大袋を積み重ねてから、かなてこなどで蓋の端を引き上げると、残っている土が重しとなって蓋を割ることができ、泥棒たちが遺体を運び出せるようになった。その後、遺体からは服が剥ぎ取られ、縛り上げられた上で大袋へと詰め込まれた。掘り始めから袋詰めまでは、30分以内に完了するのが普通だった。いわゆる乞食の遺体を盗み出すのはもっと簡単だったが、これは彼らの遺体が集団墓地に葬られており、埋められるまで数週間開いたままになっていることも多かったためである。
盗み出しの最中に見つかってしまった場合、死体泥棒たちの運命は地元住民の情けに委ねられることになった。1828年にはダブリンの教会で、会葬者と死体盗掘人の団体同士で激しい対決が起こった。死体泥棒たちは、1回諦めて引き下がったものの、数時間後には仲間を増やして戻って来た。会葬者の側も人数を増やし、互いに火器を持ち出す事態となった。死体盗掘人は「銃弾・ばら弾・スワンショットの一斉射撃」を行い、「防衛者たちの火器攻撃」をもって応じられた。死体盗掘人が退却を始めるまでには、つるはしを持ち出した接近戦にまでなった。同じダブリンの町では、1832年に、ハリウッドの墓場から死体を盗み出した男が、銃撃で殺害される事件が発生した。同じ年には、2人の老人の遺体を運んでいた3人の男が、ロンドン・デトフォード近郊で逮捕される一件があった。2人の遺体は殺人事件の被害者だったという噂が広がり、警察署の周囲には大勢の群衆が集結した。容疑者たちを地元の治安判事の元へ連行するにあたって、40人ほどの屈強な警官たちは、「群衆が自分たちの求めるような罪を彼らに与えるおそれがあるため、囚人が憤慨した群衆の生け贄にならないよう守るのは難しい」との結論に至る羽目になった。

### ギャング団

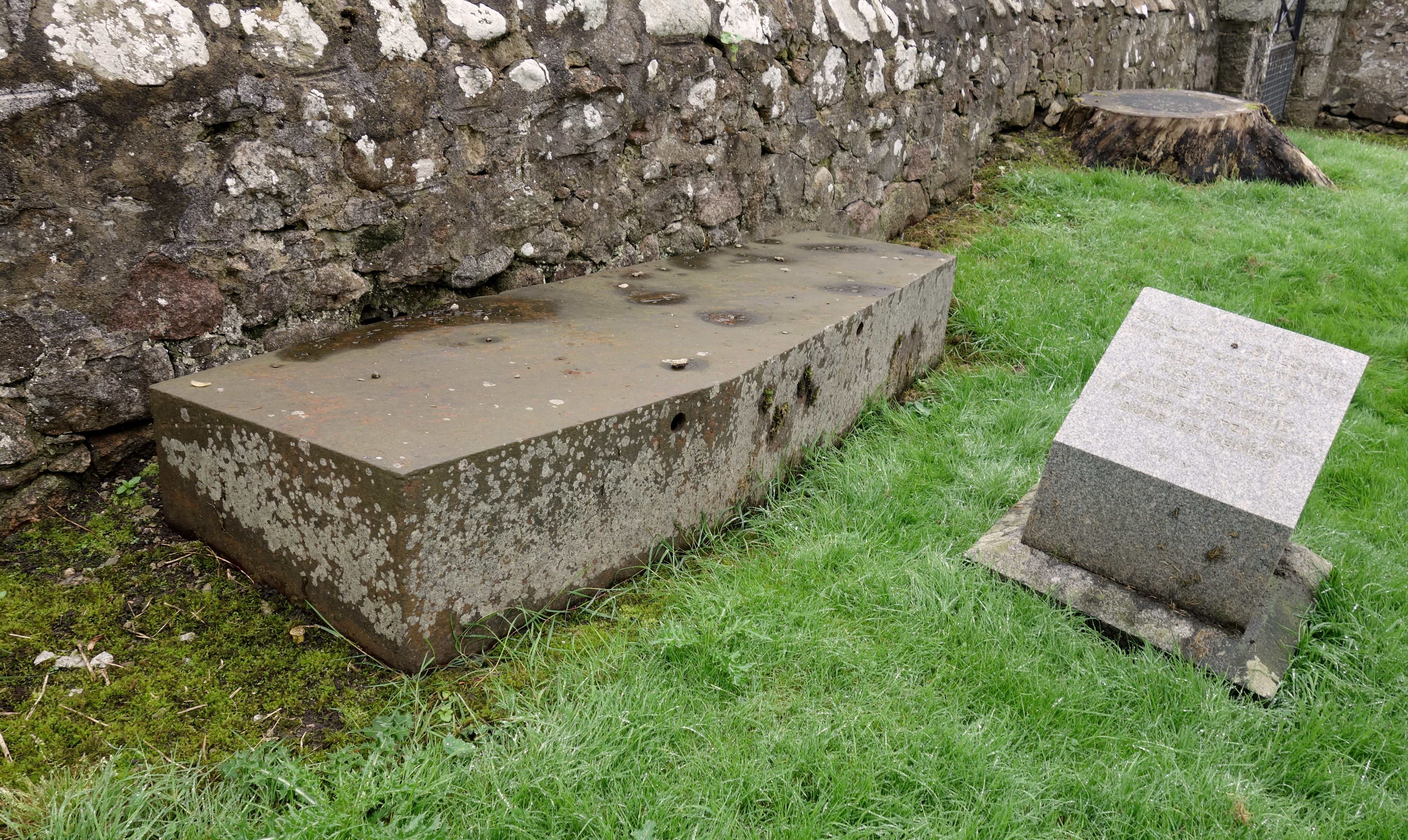
スコットランド・バンコリー＝デヴニックにあるモートセーフ

1831年の段階で、7つもの死体盗掘ギャング団が活動していた。1828年の海防に関する特別調査委員会では、ロンドン中に200人ほどの死体盗掘人がおり、その多くがパートタイム労働だと推測している。1802年から1825年まで活動した「ロンドン・バラ・ギャング」（英: The London Borough Gang）は、最盛期には少なくとも6人の男性で構成されており、リーダーは当初病院で荷物運びをしていたベン・クラウチ（英: Ben Crouch）が務めていたが、後にパトリック・マーフィー（英: Patrick Murphy）という男に引き継がれた。アストリー・クーパーの保護を受け、クラウチのギャング団はロンドン最大の解剖学校のいくつかに遺体を供給していたが、それらの学校との関係はいつも穏やかというわけではなかった。1816年、ギャングたちは、1体当たり2ギニーの代金値上げを求めて、聖トーマス病院医学校への遺体供給を停止した。学校はフリーランスの死体盗掘人を使うことでこれに対抗したが、ギャング団のメンバーは解剖室になだれ込み、学生たちを脅かして遺体を損壊した。現場には警察官が呼ばれたが、不都合な噂が広まることを恐れ、学校は襲撃者の保釈金を支払ってギャング団との交渉に乗り出した。ギャングたちはライバルを蹴落とそうと画策し、時には墓を冒涜したり（その後数週間の墓荒しが危険になるため）、またフリーランスの死体盗掘人を警察に密告したり、さらには密告後保釈された死体盗掘人を仲間に引き入れたりした。1811年から1812年までの自分の活動をまとめて "The Diary of a Resurrectionist"（意味：ある死体盗掘人の日記）との本を著したジョシュア・ネイプルズ（英: Joshua Naples）は、そうやって引き込まれた人間のひとりだった。この本には、彼が荒らした墓、遺体を運び込んだ施設、彼が受け取った代金、そして自分の大酒飲みっぷりが詳細に記述されており、中には満月の夜にはギャングの仕事ができなかったこと、腐敗が疑われる（英: "putrid"）死体は売れなかったこと、また天然痘感染の疑いがある遺体はそのまま放置されたことなども書かれている。
死体泥棒に降りかかったのは、暴徒の存在という問題だけではなかった。ネイプルズは「自警団」（英: "patrols"）に出くわしたこと、そして「犬が飛びかかってきた」（英: "dogs flew at us"）ことについて書き残しているが、これは死体盗掘人の所業に対する防御策の一部でもある。貴族や裕福な人々は、自分たちの遺体を三重の棺や地下納体堂、私的教会に納めたり、従僕に警備させたりした。もう少し資産が少ないと、使えるのは二重の棺となり、私有地に深く掘った墓穴に埋められることになった。これよりもっと一般的な防衛策としては、棺の上に重い石を載せたり、墓穴を土ではなく石で埋めてしまうなどの方策が挙げられる。しかしながらこれらの防衛策が無駄骨になることもよくあり、ロンドンには少なくとも1箇所、解剖学者が保有していた墓地が存在したとさえ報告がある。この解剖学者は、「素晴らしい[遺体の]供給を得て[中略]、埋葬料をたっぷり請求した上、自分の学生から8〜12ギニーを受け取って、再び掘り起こさせたのだ！」と記録されている。さらに手の込んだ発明もあり、例えば "The Patent Coffin"（意味：特許付き棺）では、蓋が梃子で開けられるのを防ぐため、隠されたばね仕掛けを備えていた。また、鉄製の拘束具で遺体を棺に固定したり、棺に金属製のバンドをかけ、その強化用に特別なねじくぎが開発されたりした。スコットランドでは、モートセーフと呼ばれる鉄製のケージが作られ、棺をケージに納めたり、頑丈な基礎の上にケージを据えて墓全体を覆ったりという埋葬方式が取られるようになった。これには、複数の棺を覆う大きさのもの、また鉄格子の形を取って大きな石板の下に据え付けられ、棺と共に埋葬されるものもあった。しかしこれでも十分とは言えず、20世紀に入ってからの研究では、アバラワーでモートセーフの下から空の棺が見つかったことが報告されている。これについて、「葬儀の次の晩に棺を開け、それから慎重に閉め戻したと考えられ、これにより土の掘り跡は見逃がされたか、本来の埋葬によるものだとみなされた」との見解が出されている。

### その他の方法
死体盗掘人たちは、救貧院（ワークハウス）から遺体を盗み出すため、しばしば嘆き悲しむ親族を演じる女性を雇った。葬儀の代金を節約するため、十分な盗掘防止策を取れない教区も存在した。葬儀前に遺体を安置するデッド・ハウスからも、彼らは窃盗を働いた。アストリー・クーパーの従僕は、34ポンド2シリングの値だった遺体3体を、元あったロンドン・ニューイントンのデッド・ハウスへ返しに行かされたことすらある。賄賂も横行し、その相手は亡くなったばかりの主人がまだ安置されているような家の使用人が主だったが、埋葬前の遺体は人の目に触れる場所に安置されていることも多く、この方法にはそもそもリスクが大きかった。遺体は通常の家からも公然と盗み出された。1831年の『タイムズ』紙では、バウ・レーン（英: Bow Lane）にある家に「死体盗掘人の一団」（英: "a party of resurrectionists"）がなだれ込み、「友人や近所の人によって通夜が営まれていた」老婦人の遺体を引きずり出すという一件が発生した。盗人たちは、明らかに「不快で不作法な暴挙を働き、通りの泥を抜けて、死に装束に身を包んだ遺体を牽いていった」と記録されている。遺体は、合法的な権限無く、監獄や海軍・陸軍病院からも引き取られていった。
人工的模造品や石膏模型、蝋人形や動物を選んで人体解剖を避ける外科医もいたが、病院の埋葬場から遺体が盗み出されることもあった。近年になって王立ロンドン病院で行われた発掘調査では、200年ほど前から、病院で亡くなった患者の遺体で解剖実習がまかなわれていたという仮説が裏付けられることになった。

## 解剖

### 公開解剖

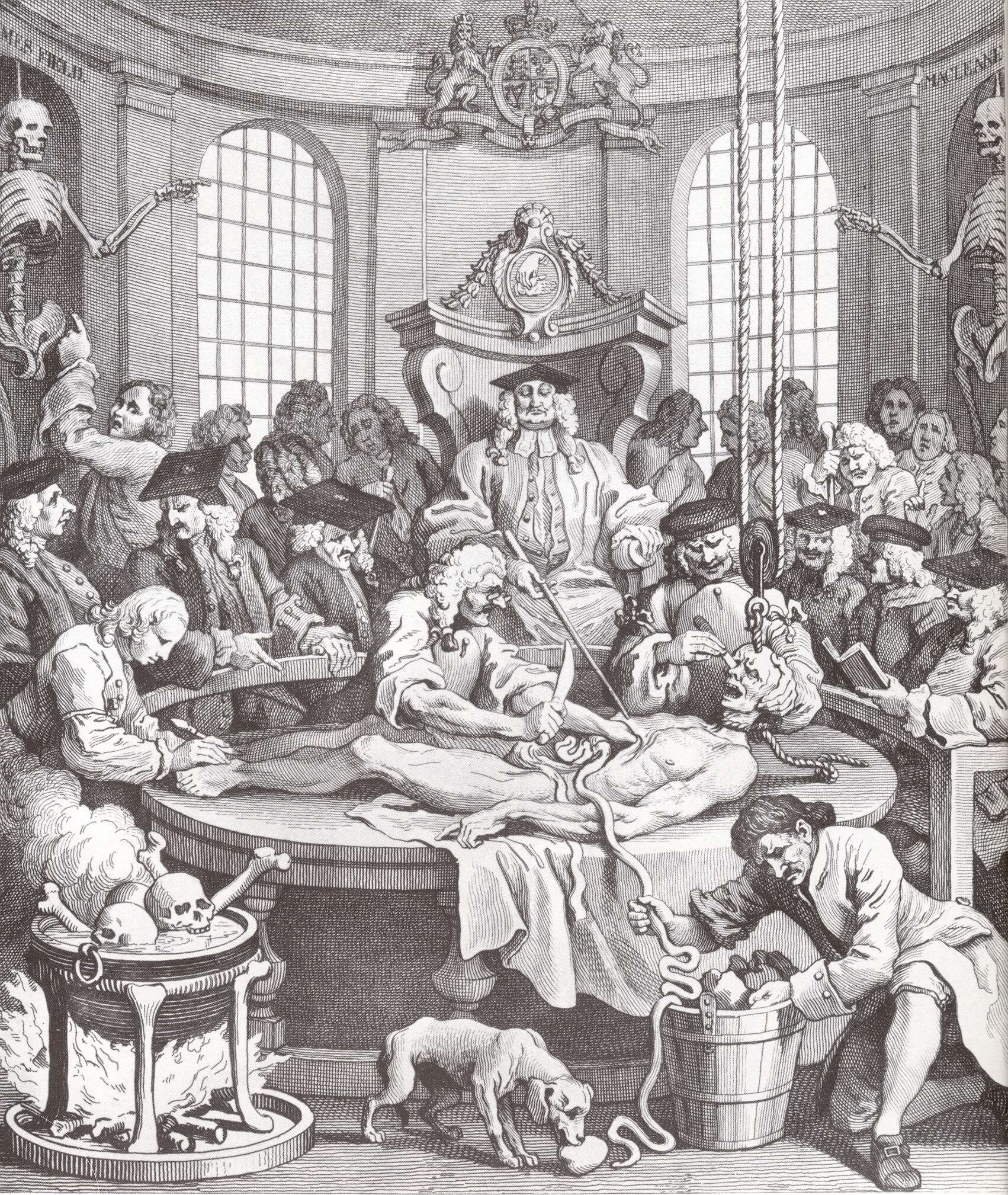
『残酷の4段階』「残酷の報酬」 "The Four Stages of Cruelty: The Reward of Cruelty"（1751年）、ウィリアム・ホガース作。 罪人が外科医によって解剖される様子を描いている。この作品には、人体解剖やイングランドの法律に則った処置に対する、一般の迷信が如実に映し出されている

ロンドンの死刑場は1783年にタイバーンからニューゲート監獄へと移され、民衆の邪魔が入る可能性が減少したほか、当局の囚人管理がより強固になった。しかしながら、世間での解剖に関する見方は明確なままで、公然と晒されるジベット（さらし柱）の方がよっぽど好まれた。流罪の刑を終えずに帰ってきたとして1721年に死刑宣告されたマーティン・グレイ（英: Martin Gray）は、「自分の体は死んだ後、少なくとも切られ、裂かれ、ずたずたにされるのだと大変怯え、これを回避するお金を得るために、自分のおじのもとへ妻を送った」と記録されている。1725年に妻殺しで死刑を宣告されたヴィンセント・デイヴィス（英: Vincent Davis）は、解剖されるくらいなら鎖で吊るされたほうがましだと話し、そのために以前の友人全員と知り合いに手紙を送って、団体を作って外科医による解剖を免れられるよう[懇願した]」とある。ショート・ドロップ (Short drop) による絞首刑で絶命しなかった例もあったが、その後の人体解剖は、死を回避する望みを打ち砕くことになった。一般の人々にとって解剖学者は、そしてジェームズ4世やヘンリー8世と結んだ、法律という結びつきの実行者として解剖に興味があるだけなのだと認識していた。医学誌『ランセット』の編集者だったトーマス・ウェイクリー（英: Thomas Wakley）は、これが「民衆の心の中の、[医師という]専門職の品位」（英: "the character of the profession in the public mind"）を貶めていると書き残している。また解剖は、遺体となった人々の「死後の暮らし」を認識できなくするとも考えられていた。このため、自分たちが雇った死体盗掘人ほど憎悪されてはいないとしても、解剖学者たち本人が襲撃される危険もあった。1820年に処刑された男の親族は、1人の解剖学者を殺し、もう1人の解剖学者の顔面を撃ち抜いたし、1831年には、埋められた人肉と解剖された3体の遺体が見つかったことを契機に、暴徒がアバディーンの解剖劇場になだれ込むという事件が発生した。劇場の所有者だったアンドルー・モイア（英: Andrew Moir）は窓から逃走したが、彼の生徒2人が通り中追いかけ回されたと記録されている。
解剖に対する一般の認識を傍証するものとして、ウィリアム・ホガースの連作『残酷の4段階』の最終作、「残酷の報酬」 が挙げられるが、この連作では重罪犯が解剖劇場で辿る運命が版画で描かれている。外科医長（ジョン・フレーク）が執政官として登場し、彼は外科医たち（英: The Company of Surgeons）によって殺人犯トム・ネロ（英: Tom Nero）が検分される様子を観ている。フィオナ・ハスラム（英: Fiona Haslam）によれば、このシーンは、外科医が「概して不評で、人の苦しみに鈍感であり、犯罪者の餌食とされた人々に降りかかったのと同じ方法で人々を痛めつけようとしている」という一般の認識を反映したものだという。またホガースの絵からは、外科医は解剖される遺体に対する敬意が欠落しており、そのため臓肉になっても気にしないのだろうという一般の誤解を窺い知ることができる。実際のところ、死体泥棒は遺体を粗雑に扱っていたし、運ばれる先でも同様だったことは想像に難くない。解剖学者のジョシュア・ブルックスは大袋に入った遺体を蹴飛ばして階段を転がしたと認めているし、ロバート・クリスティソンは、男性講師が女性の遺体の解剖実演を行った時、「ふさわしい知力も無いような不作法さに驚いた」（英: "shocking indecency without any qualifying wit"）と述べている。悪ふざけもしばしばであり、ロンドンではある学生が切断した脚を家の煙突から落とし、これがシチュー鍋に入って暴動が起きたという事件もあった。

### 1832年解剖法 (Anatomy Act 1832)

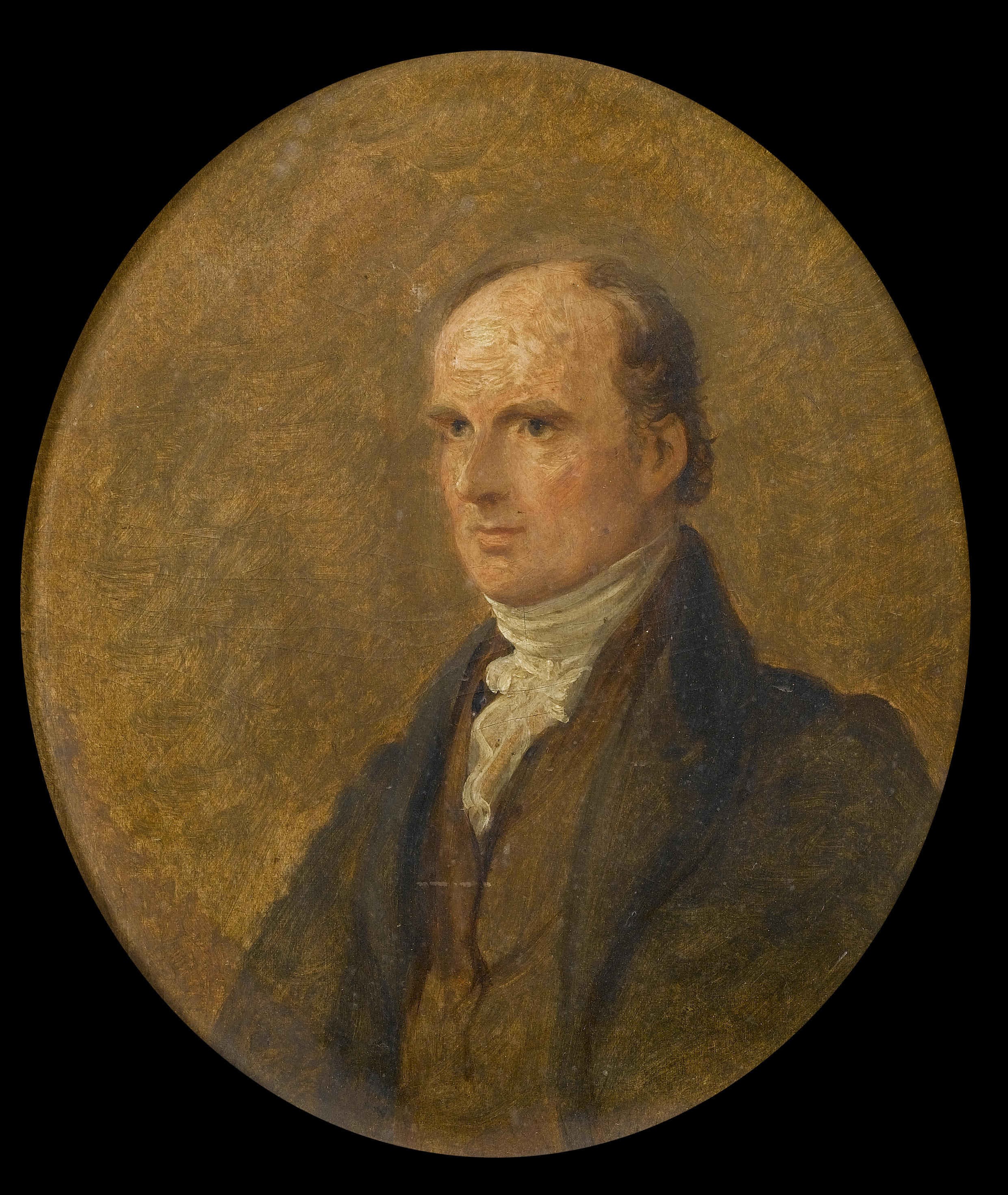
『ヘンリー・ウォーバトン』 Henry Warburton（1833年）、ジョージ・ヘイター作。ウォーバトンは1828年の解剖に関する特別調査委員会報告書を執筆し、2通の嘆願書を国会に提出したが、2通目は1832年解剖法として結実した

1828年3月のリヴァプールで、ウォリントンに埋葬されていた遺体1体を、共謀して不法に調達し受け取った罪で告訴された3人の被告人が、無罪放免となる一件が起きた。裁判長は判決文の中で、「解剖用に死体を掘り起こすことは、罪を受けるだけの法的責任があることだ」（英: "the disinterment of bodies for dissection was an offence liable to punishment"）とし、議会に1828年解剖に関する特別調査委員会設立を促した。委員会は40人の証人から証言を取ったが、その内訳は医学専門職25名、公職者12名、匿名の死体盗掘人3名であった。議論されたのは解剖の重要性、解剖用遺体の調達、また解剖学者と死体盗掘人の関係性であった。委員会は人体解剖学研究に解剖は重要だと結論付け、解剖学者が貧困者の遺体を用いられるようにすべきだと推奨した。
最初の法案は、特別調査委員会の報告書を書いたヘンリー・ウォーバトンから、1829年に提出された。貴族院では議員から貧困者を擁護する猛烈な弁論があって否決されたが、ウォーバトンは、ジョン・ビショップとトーマス・ウィリアムズの処刑が行われた直後、そして1本目の法案提出から約2年の時に、次の法案を提出した。ビショップとウィリアムズは「ロンドン・バーカーズ」の名前で知られたが、アイルランド人コンビでスコットランド人の外科医ロバート・ノックスに遺体を供給していたウィリアム・バークとウィリアム・ヘアの連続殺人事件に着想を得ていた。バークとヘアは墓荒らしまではしなかったものの、彼らの事件は死体盗掘人の認識を、ただの冒涜者から、殺人犯予備軍にまで貶めることになった。社会に広がった不安の波は、ウォーバトンの法案が議会を通過する後押しとなり、世間から不評意見が噴出していたにもかかわらず、国会では目立った反対も無く1832年8月1日に1832年解剖法が成立した。この法律によって、殺人犯の解剖を認めた1752年法の条文は無効となり、1世紀あまり続いた犯罪者を解剖するという慣習は終わりを迎えたが、死体泥棒そのものを妨げたり禁じたりすることはなく、死体売買も同様の扱いだった（この時点でも、遺体の法的立場は不明確なままだった）。このためウォーバトンの法案通過の原動力となった「バーキング」（英: Burking）は相変わらず実行可能な状態だった。他の条文では、本人の反対が無い限り、遺体が「解剖学的探索」（英: "anatomical examination"）のために引き渡されることを認めた。貧困者はほとんどが読み書きできず、死に当たって書面で指示することも難しかったため、この条文は救貧院（ワークハウス）のような福祉施設が解剖される人を決めることを意味していた。立会人が干渉できるという条項は濫用され、解剖を妨げる発言力を持たない同房者が立会人に選ばれたり、ワークハウスの職員が金を得るために、わざと本人の意志を無視したりということもあったという。
解剖法の通過とは裏腹に、死体盗掘は日常的なままで、親戚などからの申し立ても無い貧困者の遺体供給は、当初全く需要を満たしていなかった。死体泥棒に関する報告書はこの後も数年にわたって出されており、1838年には貧民救助委員会から、埋葬前の腐敗遺体に接触して、病気に罹り死亡した2名の死体盗掘人に関する報告書が出されている。しかしながら、その後1844年までには、遺体の取引は全く行われないようになっていった。